# Edwig Van Hooydonck
Edwig Van Hooydonck (* 4. August 1966 in Ekeren) ist ein ehemaliger belgischer Radrennfahrer.
Edwig Van Hooydonck war von 1986 bis 1996 als Profi aktiv und konnte zweimal, 1989 und 1991, die Flandern-Rundfahrt gewinnen, eines der fünf Monumente des Radsports. 1986 hatte er bereits das Amateurrennen gewonnen. Beim Pfeil von Brabant ist Van Hooydonck mit vier Siegen – 1987, 1991, 1993 und 1995 – Rekordsieger. Bei der Tour de Romandie, dem Étoile de Bessèges, der Andalusien-Rundfahrt und der Luxemburg-Rundfahrt konnte er Etappen gewinnen. 1989 gewann er zudem das Rennen Kuurne–Brüssel–Kuurne. Während seiner gesamten Karriere fuhr er für das Team von Jan Raas.
1996 trat Van Hooydonck als Radrennfahrer zurück. Im Mai 2007 erklärte er dazu gegenüber der belgischen Zeitung Gazet van Antwerpen, er habe erkannt, dass er gegen gedopte Gegner keine Chance gehabt habe. Er selbst habe Doping strikt abgelehnt. Besondere Kritik übte er an seinem ehemaligen Kollegen Johan Museeuw.
Edwig Van Hooydonck ist der jüngere Bruder von Gino Van Hooydonck, der ebenfalls professioneller Radrennfahrer war. Sein Neffe Nathan Van Hooydonck war ebenfalls professioneller Radsportler.
Nach seiner Radsportkarriere engagiert sich Van Hooydonck als Lokalpolitiker in seinem Wohnort Wuustwezel.